# Осорино (Ярославская область)
Осорино — деревня в Глебовском сельском округе Глебовского сельского поселения Рыбинского района Ярославской области .
Осорино — одна из четырёх деревень, выстроеных по возвышенности вдоль междуречья текущих на север реки Юга, и её левых притоков. В деревне Мархачево, стояшей на дороге Рыбинск—Глебово, на расстоянии 1,5 км западнее пересечения с рекой Юга, начинается просёлочная дорога на север, следующая на расстоянии 1,5-2 км западнее реки Юга, и соединяющая деревни Окатово, Ковыкино (5 км), Заднево и Осорино. Севернее Осорино эта дорога выходит на берег залива Рыбинского водохранилища, недалеко от устья реки Юга. Вдоль дороги и деревень — поля, шириной от 500 м до 2 км, которые окружены лесами, частично заболоченными . 
Деревня Осорьина указана на плане Генерального межевания Рыбинского уезда 1792 года.
На 1 января 2007 года в деревне числилось 4 постоянных жителя . Почтовое отделение, расположенное в селе Глебово, обслуживает в деревне Осорино 31 дом .